# Rildo Andrade Felicissimo
Rildo de Andrade Felicissimo, más conocido como “Rildo” (São Paulo, 20 de marzo de 1989), es un futbolista brasileño que actúa como delantero en el club Paysandu SC de Brasil.

## Clubes
| Club                 | País          | Año           |
| -------------------- | ------------- | ------------- |
| Fernandópolis FC     | Brasil        | 2009          |
| Ferroviária          | Brasil        | 2010          |
| Vitória              | Brasil        | 2011 - 2012   |
| Ponte Preta          | Brasil        | 2012 - 2017   |
| Santos (cedido)      | Brasil        | 2014          |
| Corinthians (cedido) | Brasil        | 2015-2016     |
| Coritiba             | Brasil        | 2017-2018     |
| Vasco da Gama        | Brasil        | 2018-2019     |
| Daegu FC             | Corea del Sur | 2019-2020     |
| Avaí FC              | Brasil        | 2020-2021     |
| Paysandu SC          | Brasil        | 2021-Presente |

## Palmarés
| Título                           | Club        | País   | Año  |
| -------------------------------- | ----------- | ------ | ---- |
| Campeonato Paulista del Interior | Ponte Preta | Brasil | 2013 |